# John Brauman
John Isaiah Brauman (Pittsburgh, 7 de setembro de 1937 — 23 de agosto de 2024) foi um químico estadunidense. se formou na Taylor Allderdice High School em 1955. Obteve o diploma de bacharel em 1959 no Instituto de Tecnologia de Massachusetts e o doutorado na Universidade da Califórnia em Berkeley em 1963.
Brauman tinha 86 anos quando morreu em 23 de agosto de 2024.

## Publicações
Exemplos de publicações do Professor Brauman incluem:
- E.A. Brinkman; S. Berger; J. Marks; J.I. Brauman (1993). «Molecular Rotation and the Observation of Dipole-Bound States of Anions». J. Chem. Phys. Journal of Chemical Physics. 99 (10): 7586–7594. Bibcode:1993JChPh..99.7586B. doi:10.1063/1.465688
- S.L. Craig; J.I. Brauman (1997). «Perturbed Equilibria and Statistical Energy Redistribution in a Gas Phase SN2 Reaction». Science. 276 (5318): 1536–1538. doi:10.1126/science.276.5318.1536
- B.C. Römer; J.I. Brauman (1997). «Electron Photodetachment Spectroscopy of (E)- and (Z)-Propionaldehyde Enolate Anions. Electron Affinities of the Stereoisomers of Propionaldehyde Enolate Radicals». J. Am. Chem. Soc. 119: 2054–2055
- M.L. Chabinyc; S.L. Craig; C.K. Regan; J.I. Brauman (1998). «Gas-Phase Ionic Reactions: Dynamics and Mechanism of Nucleophilic Displacements». Science. 279 (5358): 1882–1886. Bibcode:1998Sci...279.1882C. PMID 9506930. doi:10.1126/science.279.5358.1882
- M.L. Chabinyc; J.I. Brauman (1998). «Acidity, Basicity, and the Stability of Hydrogen Bonds: Complexes of RO- + HCF3». J. Am. Chem. Soc. 120: 10863–10870
- S.L. Craig; M. Zhong; J.I. Brauman (1999). «Translational Energy Dependence and Potential Energy Surfaces of Gas Phase SN2 and Addition-Elimination Reactions». J. Am. Chem. Soc. 121: 11790–11797
- S.L. Craig; J.I. Brauman (1999). «Intramolecular Microsolvation of SN2 Transition States». J. Am. Chem. Soc. 121: 6690–6699
- M.L. Chabinyc; J.I. Brauman (2000). «Hydrogen Bonded Complexes of Methanol and Acetylides. Structure and Energy Correlations». J. Am. Chem. Soc. 122: 5371–5378
- G.A. Janaway; J.I. Brauman (2000). «Direct Observation of Spin Forbidden Proton Transfer Reactions: 3NO- + HA ->1HNO + A». J. Phys. Chem. A. 104: 1795–1798